# Arunfjädermott
Arunfjädermott Stenoptilia zophodactyla, Stenoptilia zophodactylus enligt Catalogue of Life, är en fjärilsart som beskrevs av Philogène Auguste Joseph Duponchel 1840. Arunfjädermott ingår i släktet Stenoptilia och familjen fjädermott (Pterophoridae). Inga underarter finns listade i Catalogue of Life. Arunfjädermott är  i Sverige listad som "nationellt utdöd", RE av ArtDatabanken.

## Kännetecken
Vingbredd 16–23 mm. Framvingar brungrå, vid bakkanten gulgrå med längsrader av svarta och vita fjäll. Vid klyvningen en punktformad svart fläck samt en svart fläck på mitten. Bakvingar mörkbruna. Ben vita samt en vit "sadel" på ryggsidan av mellankroppen och första segmentet av bakkroppen. 

## Liknande arter
Arten skiljer sig från tuvbräckefjädermott, (Stenoptilia islandica) genom "sadeln" på ryggsidan.

## Flygtid
Fjärilen flyger från slutet av juni till slutet av juli. 

## Förekomst
Fjärilen flyger sällsynt på fjällhedar, rasbranter och klipphyllor.  

## Biologi
Larven lever som ung minerande i ett blad senare på blommor och frön av flockarun. Den är ljust grå, grön eller brun med gråfläckigt huvud och beströdd med vita borst. Förpuppning på stjälken.

## Värdväxt
Flockarun (Centaurium erythraea), Kustarun (Centaurium littorale).

## Utbredning
Påträffad tillfälligt i Halland och på Öland. I övriga Norden finns den i Danmark och Finland men saknas i Norge.